# Rathaus (Kupferdreh)

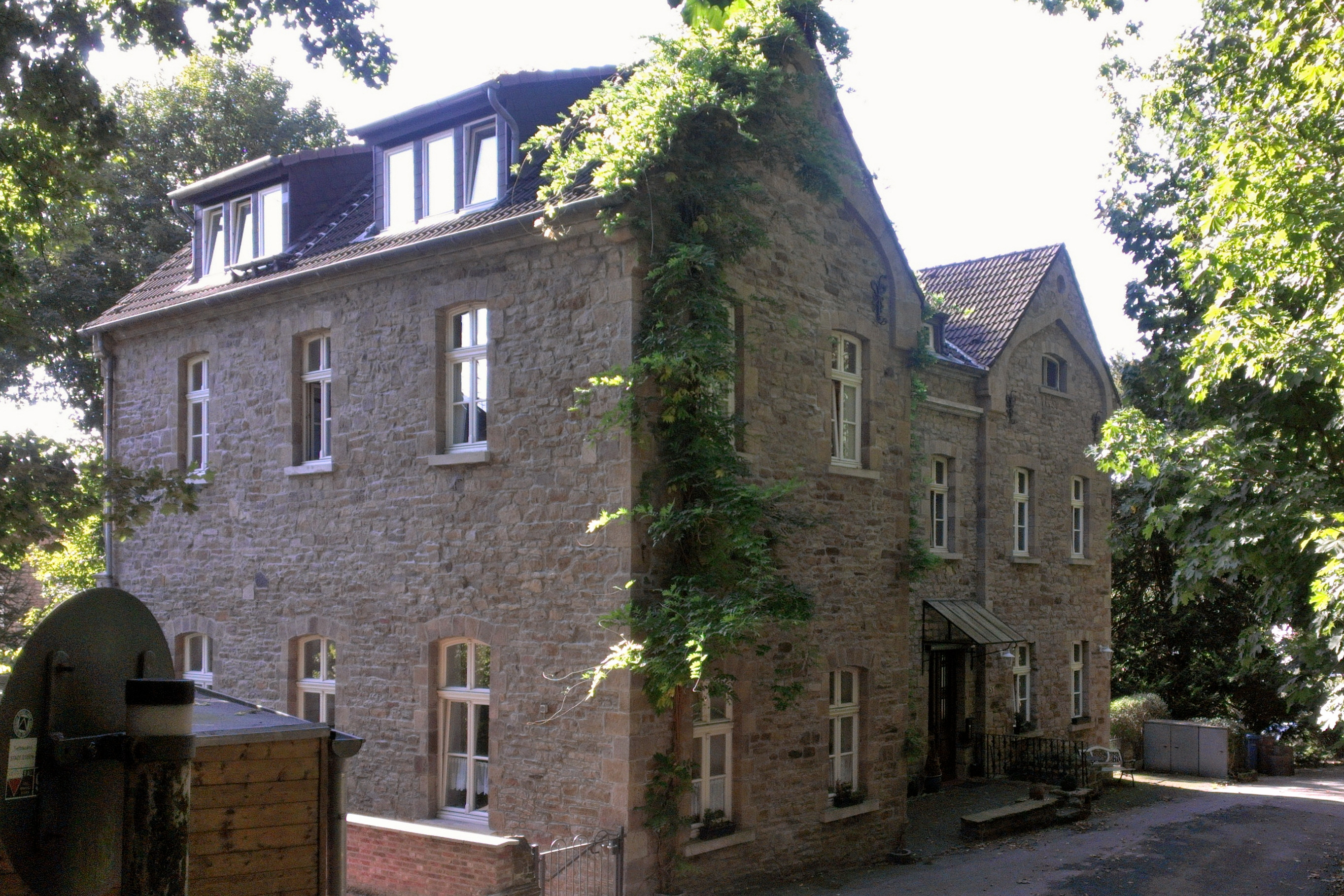
Ehemaliges Rathaus in Kupferdreh

Das ehemalige Rathaus  der Bürgermeisterei Kupferdreh, einem heutigen Essener Stadtteil, ist ein denkmalgeschütztes Bruchsteingebäude, das 1880 erbaut wurde.

## Geschichte
Am 15. Januar 1875 war aus den Honnschaften Hinsbeck und Rodberg der Gemeinde Siebenhonnschaften in der Bürgermeisterei Werden-Land die neue Gemeinde Kupferdreh gebildet worden. Das künftige Rathaus Bruchsteingebäude in Hanglage an der Kupferdreher Straße ist mit einer Inschrift auf das Jahr 1880 datiert und wurde am 10. Dezember 1987 unter Denkmalschutz gestellt.
Am 15. Oktober 1896 wurden die Gemeinden Kupferdreh und Byfang aus der Bürgermeisterei Werden-Land gelöst und zur Bürgermeisterei Kupferdreh erhoben, wobei das Haus zum Rathaus ausgebaut wurde. Zu Gründungszeit der Bürgermeisterei Kupferdreh zählte man 7334 Einwohner.
Am 1. April 1899 wurden noch die Bauerschaft Dilldorf und Teile der Bauerschaft Voßnacken aus der Gemeinde Hardenberg des Kreises Mettmann der Gemeinde Kupferdreh zugeordnet.
Mit der Auflösung der Bürgermeisterei Kupferdreh und der Eingemeindung zur Stadt Essen am 1. August 1929 ging das Kupferdreher Rathaus mit sämtlichen Liegenschaften in den Besitz der Stadt Essen über. Die Verwaltungsdienststellen blieben noch im nun ehemaligen Rathaus und Hermann Gerhard Pieper war deren Leiter, bis er am 1. April 1934 in den Ruhestand ging. Er wurde danach noch Geschäftsführer der Gemeinnützigen Ausstellungsgesellschaft, aus der später die Messe Essen entstand, und während des Zweiten Weltkrieges Direktor des Essener Stadthafens. Am 17. Mai 1962 verstarb Pieper und fand seine letzte Ruhestätte auf dem Friedhof Bredeney.
Am 11. Februar 1971 zogen schließlich alle verbliebenen Dienststellen aus dem ehemaligen Kupferdreher Rathaus aus und es wurde zunächst an eine Firma verpachtet. Nach der Renovierung im Jahr 1988 zogen über ein Integrationsvorhaben körperbehinderte Erwachsene in das ehemalige Rathaus, um ein selbstständiges Leben führen zu können. In dieser Form ist es bis heute noch erhalten und bewohnt.

### Bürgermeister
Jacob Arntz wurde am 30. September 1896 kommissarisch und am 13. August 1897 endgültig zum ersten Bürgermeister von Kupferdreh ernannt. Er war am 22. Februar 1865 als Sohn eines Rechnungsrates in Kleve geboren worden. Nach einer Anstellung bei der Regierung in Düsseldorf wurde er 1891 Kreissekretär beim Landratsamt Essen und Revisor der Königlichen Steuerkasse Essen. Bürgermeister Arntz wurde wegen eines Disziplinarverfahrens am 19. Februar 1901 seines Amtes enthoben. Nach seinem Umzug nach Düsseldorf und später Köln verliert sich seine Spur.
Johann Krake trat im September 1901 zunächst vertretungsweise das Bürgermeisteramt an und übernahm es vollumfänglich am 12. Juli 1902. Er wurde am 7. März 1863 als Sohn eines Maschinenbauers geboren und war zuletzt Kreisausschusssekretär in Mülheim an der Ruhr. Er trat am 1. Oktober 1919 in den Ruhestand und starb am 27. April 1927 in Essen.
Hermann Pieper wurde am 1. August 1920 bis zur Eingemeindung Kupferdrehs zur Stadt Essen 1929 dritter und letzter Bürgermeister von Kupferdreh.